# Elbio Carlos Anaya
Elbio Carlos Anaya (26 de septiembre de 1889 -19 de noviembre de 1986) fue un represor, militar argentino segundo al mando de la sanguinaria represión de huelguistas conocida como la Patagonia trágica, quién operó en la zona central y norte del territorio de Santa Cruz ordenando el fusilamiento de decenas de trabajadores rurales. Además ocupó cargos políticos a lo largo de su vida, y murió impune, sin haber sido juzgado por sus crímenes. Fue ministro de Justicia e Instrucción Pública de la Nación Argentina y secretario de Estado. 

## Biografía
Egresó del Colegio Militar de la Nación en el año 1910, como Subteniente de caballería.
Siendo capitán del regimiento 2 de caballería "Lanceros de General Paz" condujo, como segundo del teniente coronel Héctor Benigno Varela, la represión militar contra huelguistas patagónicos en 1921, conocida como la Patagonia trágica. Arribó a Puerto San Julián a fines de noviembre de 1921 y operó en la zona central y norte, pasando por la zona de Cañadón León (actualmente, la localidad de Gobernador Gregores, el paraje Tres Cerros y buena parte del noreste de Santa Cruz. Allí capturó y ordenó fusilar a un número no determinado de huelguistas. El historiador Osvaldo Bayer recogió sólida evidencia de actas militares y recopiló testimonios directos de sobrevivientes que atestiguaron decenas de fusilamientos y torturas, como estaquéos, golpizas a sablazos y cepos (hechos narrados en el libro La Patagonia Rebelde), aunque Anaya lo ha negado. Sin embargo, en una entrevista confirmó haber ordenado varios fusilamientos. Entre aquellos que se le achacan directamente está el del dirigente socialista Albino Argüelles.
En 1943 era jefe de la guarnición militar de Campo de Mayo, la más importante del país. Fue uno de los líderes del golpe de Estado militar del 4 de junio que originó la Revolución del 43 en la que se desempeñó como ministro de Justicia e Instrucción Pública en 1943, bajo la presidencia del general Pedro Pablo Ramírez.
En 1946 con el grado de general de brigada es comandante de la quinta región militar.
En 1959, durante la presidencia de Arturo Frondizi se desempeñó como secretario de Guerra, en el Ministerio de Defensa. En esa función se enfrentó con el comandante en jefe del Ejército, teniente general Carlos Toranzo Montero quien pretendía conformar un ejército politizado y fuertemente antiperonista, generando una seria crisis política. Toranzo Montero fue cesado en su cargo por Anaya, pero aquel resistió la medida, atrincherándose con 1200 hombres en la Escuela de Mecánica, y reinstalándose en el cargo en el que fuera dejado cesante. Las guarniciones de Córdoba y Mar del Plata declararon su adhesión al ejército de Toranzo Montero.
El presidente Frondizi ordenó entonces un ataque con tanques contra el cuartel rebelde. Sin embargo, pocos minutos antes de que se iniciara el ataque, Frondizi suspendió la orden y le exigió la renuncia al general de división Anaya. Reemplazado por el general Rodolfo Larcher, su primera medida fue reinstalar a Toranzo Montero como comandante en jefe del Ejército. Desde ese momento, con 70 años, Anaya se retiró de la vida pública.
En 1972, escribió el prólogo al libro La conquista del Chaco, de Alberto D. Scunio, publicado por el Círculo Militar. Murió en 1986 a los 97 años de edad.
Sus hijos, entre ellos el general Elbio Leandro Anaya (que llegó a ser comandante del Segundo Cuerpo de Ejército) también fueron militares que se destacaron por su participación en gobiernos militares de la segunda mitad del siglo XX argentino. Su sobrino el también general Leandro Anaya, fue comandante en jefe del Ejército en el tercer gobierno de Perón.